# Ming- och Qingdynastins kejserliga gravar
Ming- och Qingdynastins kejserliga gravar är ett världsarv i Kina. Det omfattar 14 gravar, mausoleer och gravkomplex från Mingdynastins och Qingdynastins regeringstid:

## Gravar från Mingdynastins regeringstid
- Minggravarna
- Chan Yuchuns grav
- Li Wenzhongs grav
- Qiu Chengs grav
- Wu Liangs grav
- Wu Zhens grav
- Xianling
- Ming Xiaoling
- Xu Das grav

## Gravar från Qingdynastins regeringstid
- Västra Qinggravarna
- Östra Qinggravarna
- Fulingmausoleet
- Yongling
- Zhaoling